# フレスコキクチ

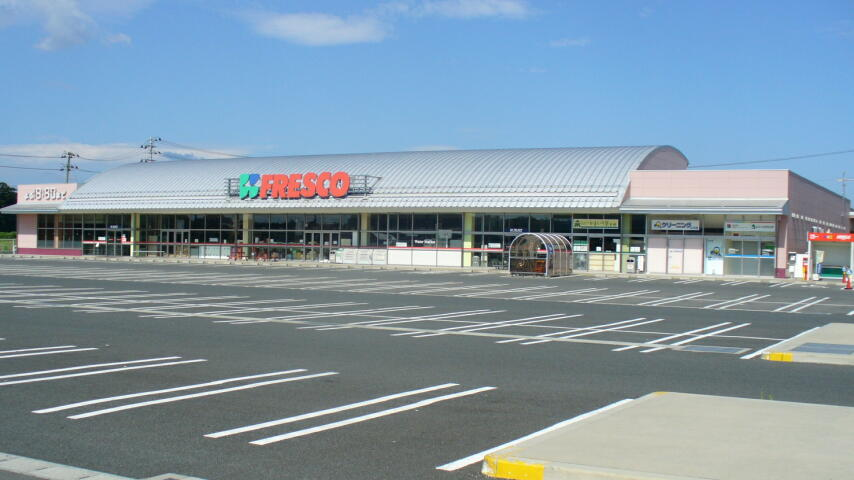
フレスコキクチ東原町店

フレスコキクチは、福島県相馬市に本社を置くフレスコ株式会社（FRESCO Corporation）が運営し、福島県と宮城県を営業基盤とするスーパーマーケットチェーンである。

## 概要
福島県浜通り地方北部と宮城県南部を中心に店舗を展開している、地域密着型スーパーマーケット。
2020年（令和2年）10月には、宮城県北部で初めて東松島市に新規出店した。
CGCグループに加盟している。また、東北地方のスーパーマーケットチェーン4社で共同仕入会社「マークスホールディングス」を設立し、現在は完全子会社となっている。

## 沿革
- 1863年（文久3年） - 相馬中村藩宇多川町にて米穀店として創業[1]。
- 1950年（昭和25年）10月 - 有限会社菊地商店（きくちしょうてん）を設立。味噌・醤油製造販売・酒類販売開始。
- 1958年（昭和33年）9月 - セルフサービスへ業態変更。
- 1989年（平成元年）12月 - 組織変更し株式会社キクチ設立。
- 1995年（平成7年）10月 - 全店をフレスコキクチに改名。
- 2001年（平成13年）7月 - ふれ愛カード（ポイントカード）導入。
- 2014年（平成26年）8月1日 - 同年10月にマエダ、マイヤ、おーばん、フレスコキクチの4社が経営統合すると発表[2]。
- 2014年（平成26年）10月4日 - 経営統合を実施し、株式交換によりマークスホールディングスの完全子会社となる。
- 2016年（平成28年）7月 - 楽天Edy機能付ふれ愛カード導入。
- 2019年（平成31年）4月1日 - 株式会社キクチからフレスコ株式会社へと会社名を変更。

## 店舗

### 現在
- 福島県：5店舗
  - 相馬店 - 福島県相馬市中村字宇多川町17（本部）
  - 鹿島店 - 福島県南相馬市鹿島区寺内字本屋敷33
  - 東原町店 - 福島県南相馬市原町区北原字本屋敷186
  - 北町店 - 福島県南相馬市原町区北町524
- 宮城県：12店舗
  - 亘理店 - 宮城県亘理郡亘理町字上茨田49-1
  - 大河原店 - 宮城県柴田郡大河原町新南56-1
  - 角田店 - 宮城県角田市角田字大町35-7
  - 蔵王店 - 宮城県刈田郡蔵王町大字円田字西浦北44-1
  - 美田園店 - 宮城県名取市美田園6丁目4-1
  - 岩沼西店 - 宮城県岩沼市あさひ野1丁目8-3
  - 丸森店 - 宮城県伊具郡丸森町舘矢間舘山字直洲75
  - 山下駅前店 - 宮城県亘理郡山元町つばめの杜1丁目9
  - 白石店 - 宮城県白石市大平森合字森合沖62ｰ1
  - 柴田店 - 宮城県柴田郡柴田町大字船岡字新田216
  - 矢本店 - 宮城県東松島市矢本字新沼184
  - 名取増田店 - 宮城県名取市増田9丁目140-2

### 過去
- ベガ店 - 生鮮食品専門店で福島県相馬市のショッピングタウンベガのテナントとして入居していた。
- 新地店 - 福島県相馬郡新地町谷地小屋字萩崎120（2021年11月30日閉店）
- 大木戸店 - 福島県南相馬市原町区大木戸字松島258-4（福島第一原子力発電所事故の為、休業中だったが2024年4月に店舗解体）